# 丸の内仲通り

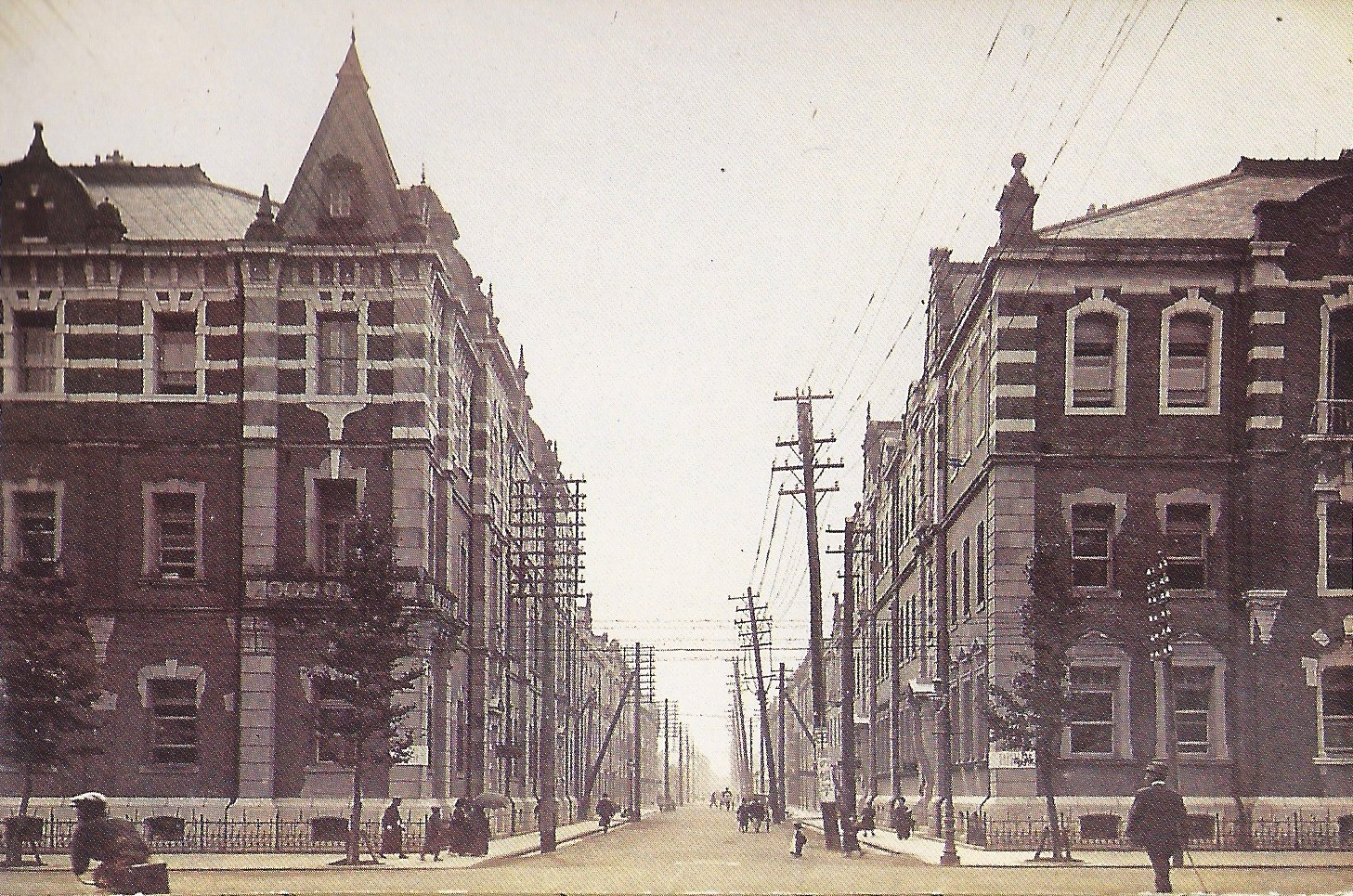
大正初期の丸の内仲通り 三菱村のオフィス街として赤煉瓦建築が軒を連ねる 左は三菱第12号館 右は三菱第13号館

丸の内仲通り（まるのうちなかどおり）は、東京都千代田区の通りの一つ。
日比谷通りの東側に並行し、晴海通りから永代通りまでを結んでいる。晴海通りから行幸通りまでは車両は北方向への一方通行で、2009年現在では行幸通りを車両は横断できなくなっている。
通りの両側に街路樹が植えられ、冬にはイルミネーションが施される。沿道には三菱グループ各社のビルが立ち並び、「三菱村」と称される。

## 面している建築物

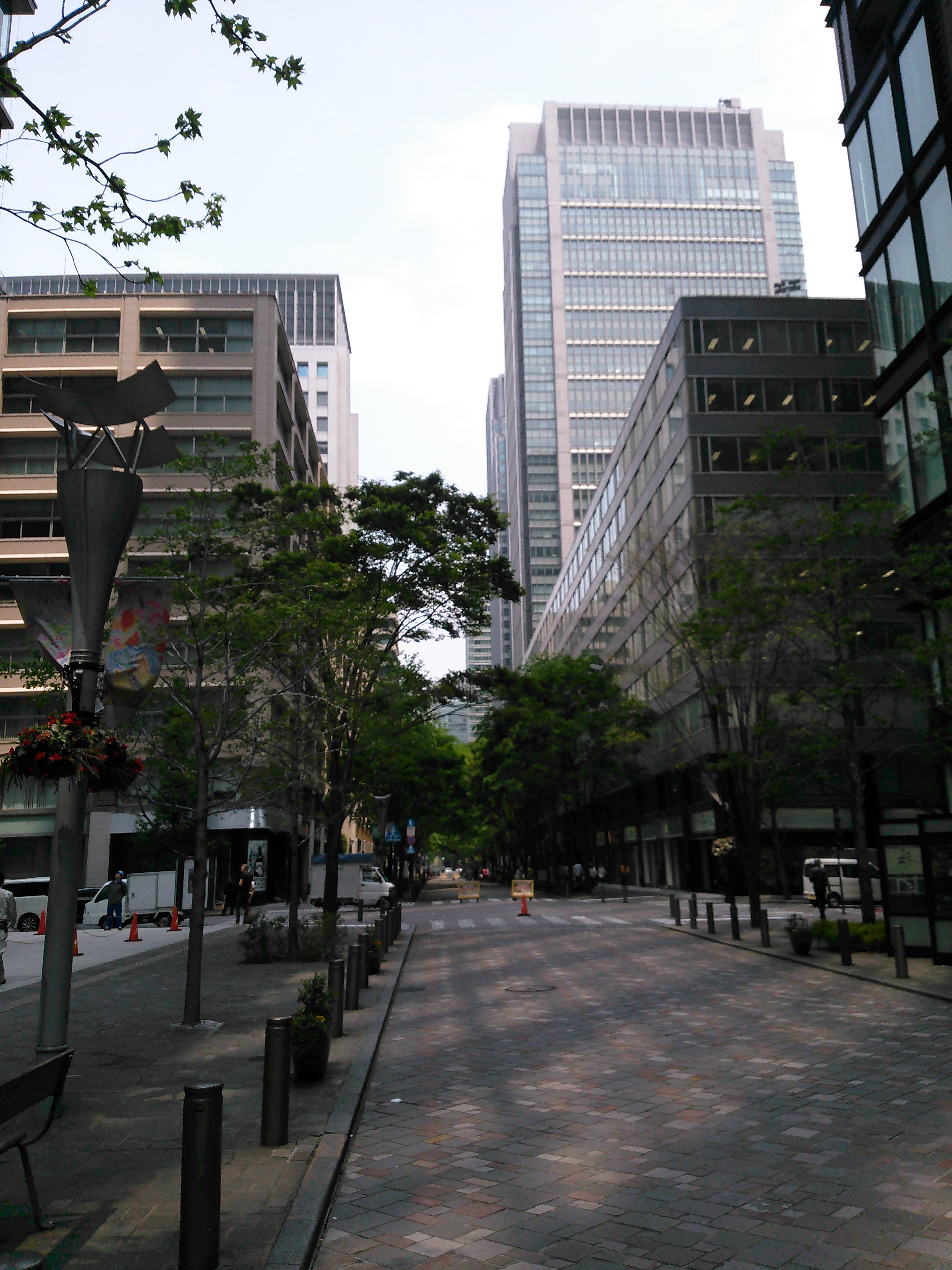
国際ビル前より大手町方面を望む

| 丸の内仲通りの西側（北から） - （永代通り） - 東京海上日動ビルディング新館 - 東京海上日動ビルディング本館 - （行幸通り） - 郵船ビルディング - 三菱商事ビルディング - 丸の内仲通りビル（旧三菱電機ビル） - 明治安田生命保険本館・丸の内マイプラザ - 丸の内二重橋ビルディング(旧富士ビルヂング) - 国際ビルヂング・帝国劇場 - DNタワー21 - 蚕糸会館 - ザ・ペニンシュラ東京 - （晴海通り） | 丸の内仲通りの東側（北から） - （永代通り） - 丸の内永楽ビルディング - 日本工業倶楽部会館・三菱UFJ信託銀行本店ビル - 新丸の内ビルディング（新丸ビル） - （行幸通り） - 丸の内ビルディング（丸ビル） - 丸の内二丁目ビル（旧三菱重工ビル） - 丸の内パークビルディング - 新東京ビルヂング - 新国際ビルヂング - 新有楽町ビルヂング - 有楽町ビルヂング（有楽町スバル座） - 有楽町電気ビルヂング - （晴海通り） |